# Biến hoa sông Hằng
Biến hoa sông Hằng (danh pháp khoa học: Asystasia gangetica) là một loài thực vật có hoa trong họ Ô rô. Loài này được (L.) T.Anderson mô tả khoa học đầu tiên năm 1860.
Cây Asystasia gangetica micrantha, thường được gọi là rau ngót nhật. Vì là loại cây dễ trồng nên đã được nhiều người trồng làm rau, làm cảnh.
Cây này không kén đất, có thể mọc ở nơi tráng nắng cũng như dưới bóng dâm. Cây thường được nhân giống bằng cách dâm cành.

## Hình ảnh

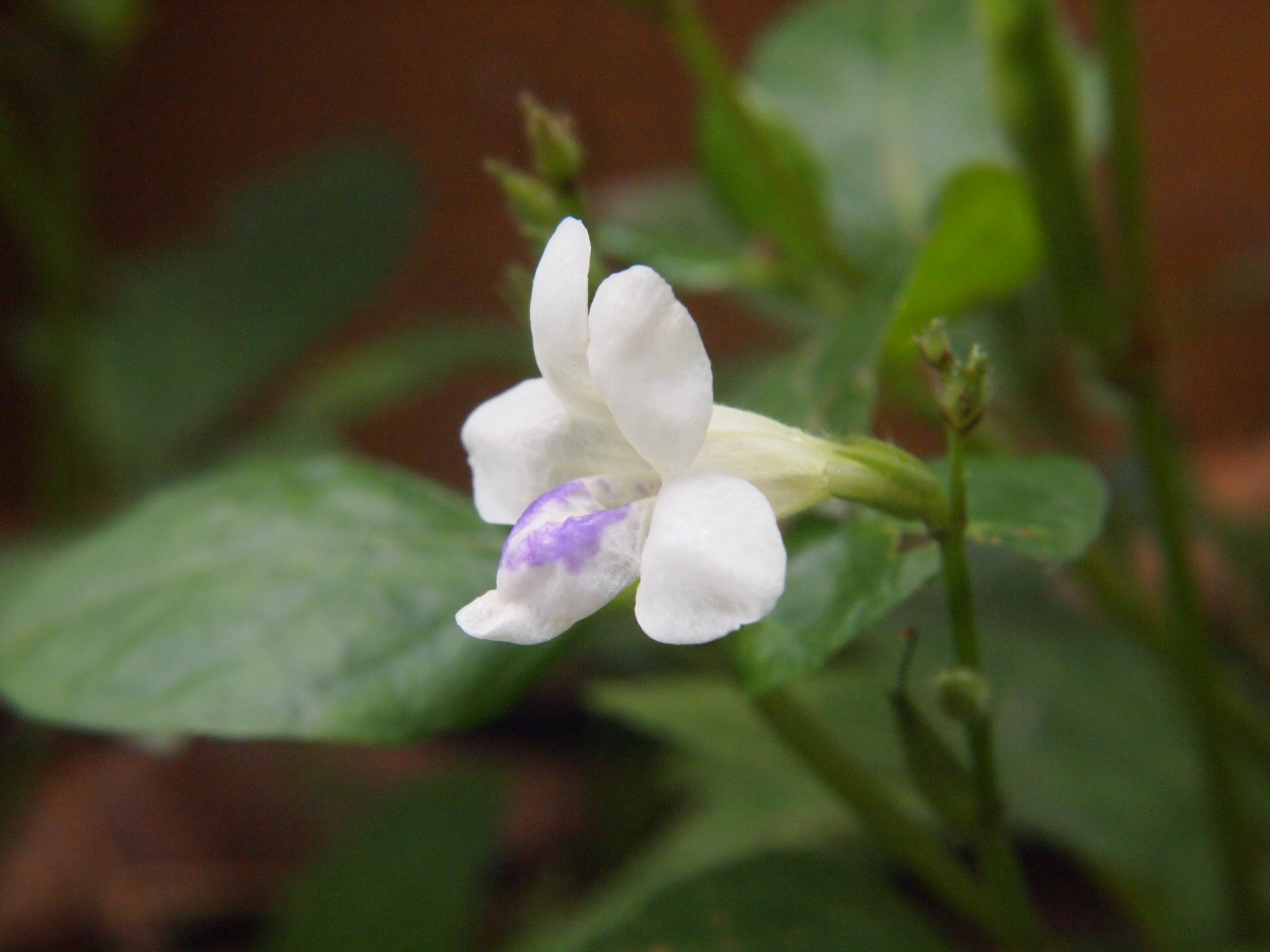
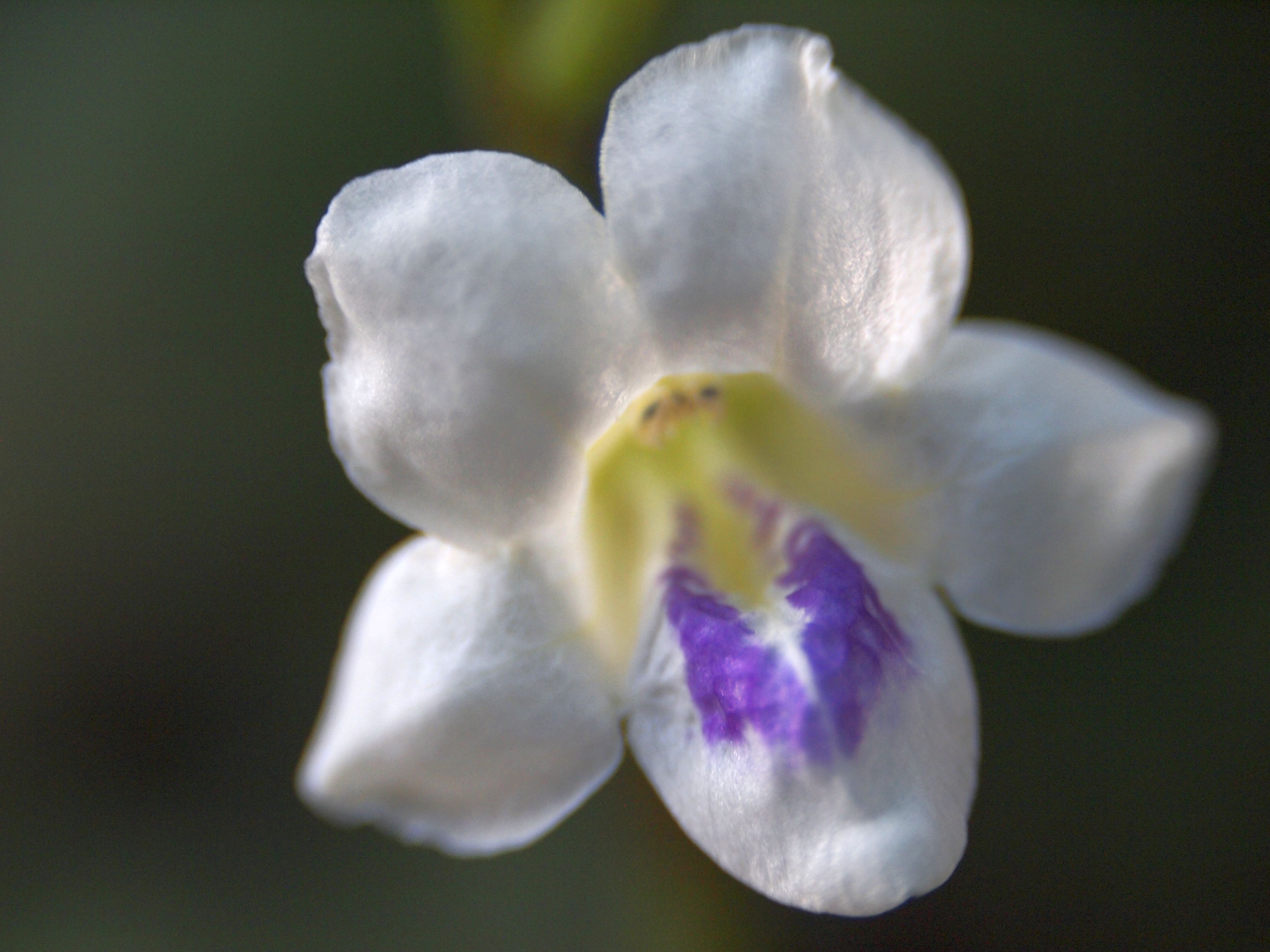
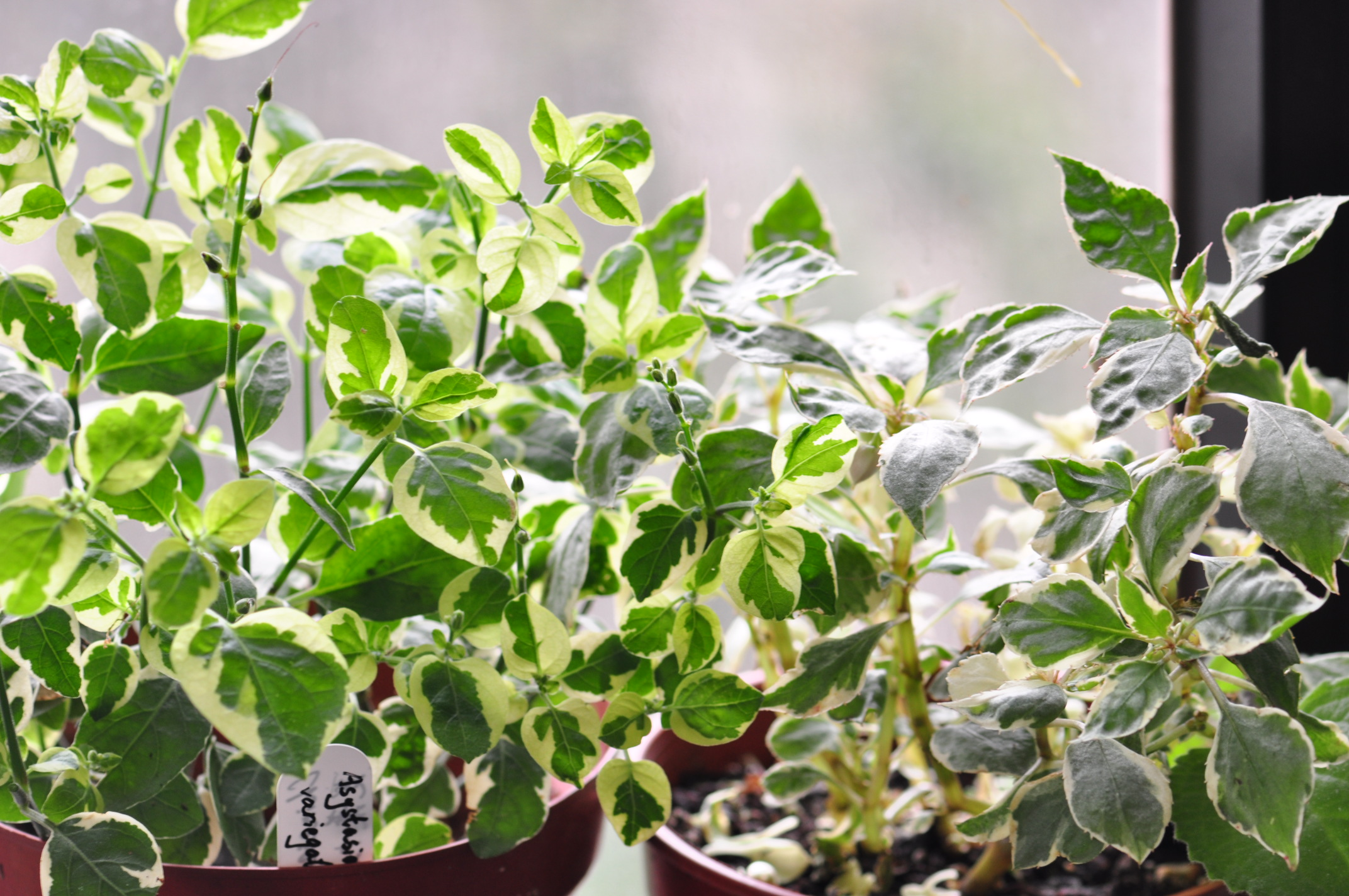
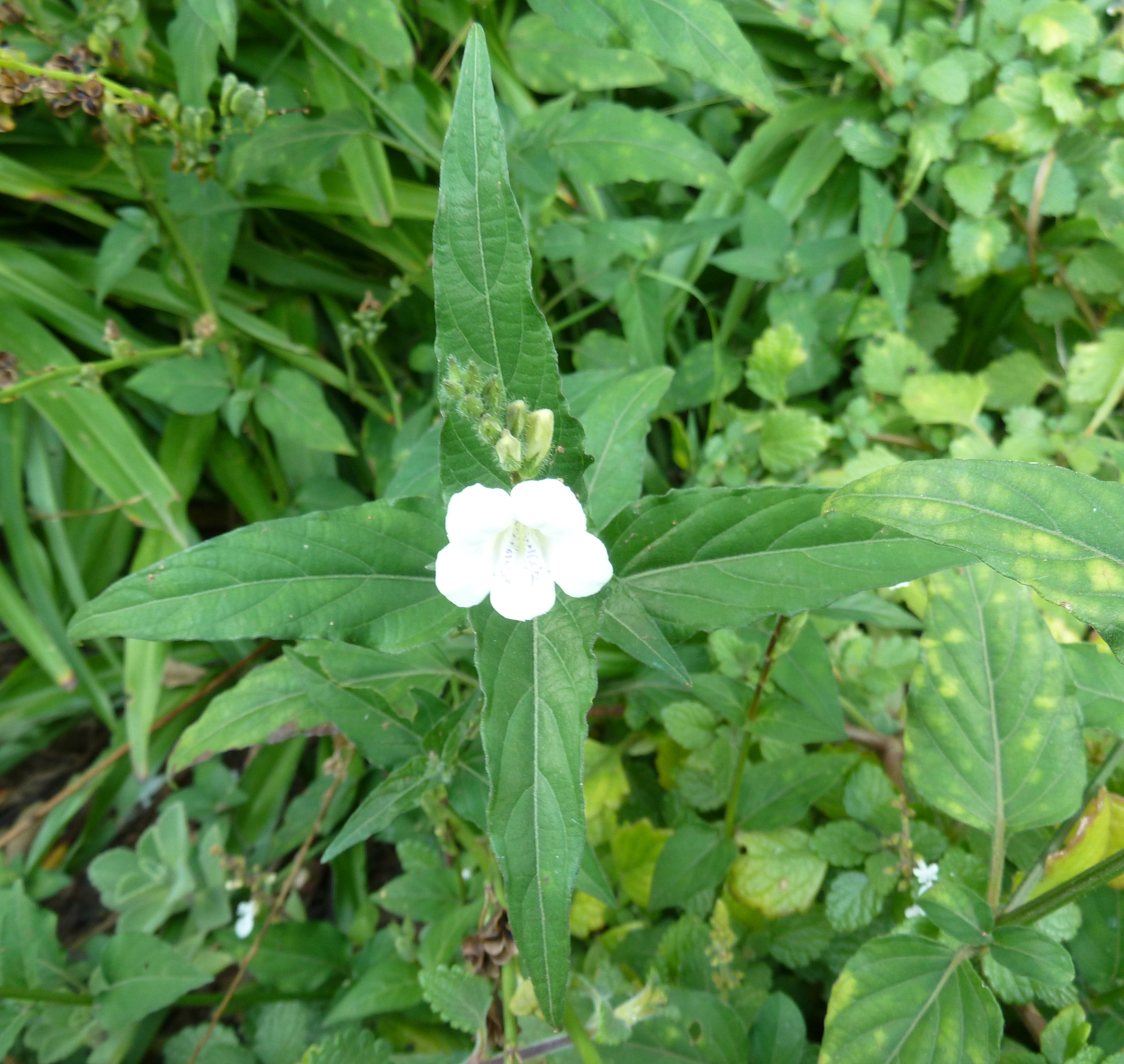
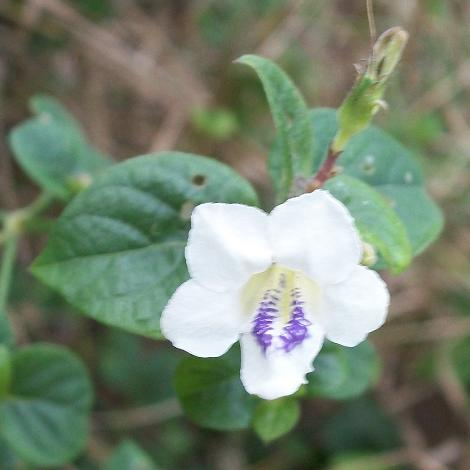